# The Disaster Artist
Pour plus de détails, voir Fiche technique et Distribution.
The Disaster Artist, ou L'Artiste du désastre au Québec, est une comédie dramatique biographique coproduite et réalisée par James Franco, sortie en 2017.
Il s'agit de l'adaptation du livre éponyme de l'acteur et producteur Greg Sestero qui racontait la création et le tournage du film The Room de Tommy Wiseau, réputé pour être un nanar culte des années 2000 et considéré comme le « Citizen Kane des mauvais films »,.

## Synopsis
En 1998, Greg Sestero est un jeune Américain qui rêve de devenir un acteur célèbre. Dans le cadre d'un cours de théâtre, il rencontre Tommy Wiseau, un homme énigmatique et passionné qui semble habité par les mêmes désirs bien qu'il ignore tout de l'industrie du cinéma. Devenant rapidement amis, ils décident de tout faire pour réaliser leurs rêves en s'installant à Los Angeles, où Wiseau possède déjà un appartement. Bénéficiant d'une grande fortune aux origines mystérieuses, Wiseau finit par décider, après une série de refus et de déceptions, de se lancer dans l'écriture et la réalisation de son propre film, dans lequel il compte donner les rôles principaux à Greg et à lui-même.
Embauchant eux-mêmes les techniciens et interprètes du film, et achetant le matériel nécessaire au lieu de le louer, les deux hommes filment donc The Room, dans des conditions parfois chaotiques à cause du caractère particulier de Wiseau et de son manque d'expérience. Malgré leurs promesses mutuelles, la relation se tend progressivement entre les deux amis, même si le tournage va à son terme, Sestero étant notamment contraint, pour respecter le planning de tournage et continuer à soutenir son ami, de refuser une offre alléchante de rôle secondaire dans un épisode de la série télévisée Malcolm. Cette décision n'est d'ailleurs pas comprise par la petite amie de Greg, Amber, qui finit par le quitter.
Ayant pris un temps ses distances après la fin du tournage, Sestero, travaillant alors dans une reprise de la pièce Mort d'un commis voyageur, finit par accepter, à contre-cœur, de venir à l'avant-première du film. Lors de la projection, le public — y compris les personnes ayant participé au tournage — est rapidement hilare. Blessé par ces réactions, Wiseau quitte la salle. Sestero le rattrape et le convainc que les spectateurs adorent son film, même s'ils ne le perçoivent pas de la façon dont Wiseau le souhaitait. Ce dernier accepte de revenir à la fin de la projection et, finalement ravi de l'accueil, prétend qu'il a toujours eu l'intention de faire une comédie et remercie ouvertement son ami pour son soutien.

## Fiche technique
- Titres original et français : The Disaster Artist
- Titre québécois : L'Artiste du désastre
- Titre de travail : The Masterpiece
- Réalisation : James Franco
- Scénario : Scott Neustadter et Michael H. Weber, d'après le livre éponyme de Greg Sestero et Tom Bissell
- Musique : Dave Porter
- Direction artistique : Rachel Rockstroh
- Décors : Susan Lynch
- Costumes : Brenda Abbandandolo
- Photographie : Brandon Trost
- Montage : Stacey Schroeder
- Production : James Franco, Evan Goldberg, Seth Rogen, James Weaver et Vince Jolivette
- Sociétés de production : New Line Cinema, Good Universe, Point Grey Pictures et Rabbit Bandini Productions
- Sociétés de distribution : A24 Films (États-Unis) ; Warner Bros. (France)
- Format : couleur — son SDDS, Datasat et Dolby Digital
- Pays d'origine :  États-Unis
- Langue originale : anglais
- Genre : comédie dramatique biographique
- Durée : 98 minutes
- Dates de sortie :
  - États-Unis : 12 mars 2017 (avant-première au South by Southwest) ; 1er décembre 2017 (sortie nationale)
  - Canada : 11 septembre 2017 (Festival de Toronto) ; 1er décembre 2017 (sortie limitée : Toronto) ; 8 décembre 2017 (sortie nationale)
  - France : 7 mars 2018

## Distribution
Sauf indication contraire, les informations mentionnées dans cette section peuvent être confirmées par la base de données cinématographiques IMDb,  présente dans la section « Liens externes ».
- Dave Franco (VF : Gauthier Battoue ; VQ : Nicholas Savard L'Herbier) : Greg Sestero, producteur exécutif et l'acteur qui joue Mark dans The Room
- James Franco (VF : Boris Rehlinger ; VQ : Martin Watier) : Tommy Wiseau, le scénariste, producteur, réalisateur et acteur principal de The Room
- Seth Rogen (VF : Matthieu Albertini ; VQ : Bruno Marcil) : Sandy Schklair, le scripte
- Ari Graynor (VF : Olivia Luccioni ; VQ : Mylène Mackay) : Juliette Danielle, l'actrice qui joue Lisa dans The Room
- Alison Brie (VF : Chloé Berthier ; VQ : Émilie Bibeau) : Amber, la petite amie de Greg Sestero
- Jacki Weaver (VF : Marie-Martine) : Carolyn Minnott, l'actrice qui joue Claudette dans The Room
- Paul Scheer (VF : Fabien Jacquelin ; VQ : Claude Gagnon) : Raphael Smadja, le directeur de la photographie
- Zac Efron (VF : Yoann Sover) : Dan Janjigian, l'acteur qui joue Chris-R dans The Room
- Josh Hutcherson (VF : Julien Bouanich ; VQ : Xavier Dolan) : Philip Haldiman, l'acteur qui joue Denny dans The Room
- June Diane Raphael (VF : Barbara Beretta) : Robyn Paris, l'actrice qui joue Michelle dans The Room
- Megan Mullally (VF : Brigitte Aubry ; VQ : Christine Séguin) : Mme Sestero, la mère de Greg Sestero
- Jason Mantzoukas (VF : Laurent Morteau ; VQ : Patrick Chouinard) : Peter Anway, le représentant de la société Birns and Sawyer
- Andrew Santino : Scott Holmes, l'acteur qui joue Mike dans The Room
- Nathan Fielder : Kyle Vogt, l'acteur qui joue Peter dans The Room
- Joe Mande : Todd
- Sharon Stone (VF : Micky Sebastian) : Iris Burton, l'agent de Greg Sestero
- John Early (VF : Romain Altché) : Chris
- Melanie Griffith (VF : Dorothée Jemma) : Jean Shelton, la professeure d'art dramatique
- Hannibal Buress (VF : Thierno Ba) : Bill Meurer, le propriétaire de la société Birns and Sawyer
- Charlyne Yi (VF : Audrey Sablé) : Safowa Bright
- Lauren Ash (VF : Dorothée Pousséo) : Erin, la fleuriste
- Brian Huskey : James
- Megan Ferguson : Jessie
- Tom Franco : Karl
- Zoey Deutch : Bobbi
- Sugar Lyn Beard : une actrice
- Bob Odenkirk (VF : Cyrille Artaux) : le professeur de l'Actors Studio
- Randall Park (VF : Jérémy Bardeau) : un acteur
- Casey Wilson (VF : Delphine Braillon) : la directrice de casting
- Steven Liu : le serveur
- Jerrod Carmichael (VF : Namakan Koné) : un ami acteur
- Judd Apatow : le producteur d'Hollywood (non crédité)
- Brett Gelman : le professeur d'art dramatique (non crédité)
- Christopher Mintz-Plasse : Sid (non crédité)
- Jason Mitchell : Nate (non crédité)
- Tommy Wiseau (VF : Laurent Maurel) : Henry (scène post-générique)

Caméos
- Kristen Bell (VF : Laura Préjean)
- Angelyne
- Ike Barinholtz (VF : Laurent Maurel)
- Kevin Smith (VF : Michel Vigné)
- Keegan-Michael Key (VF : Jean-Baptiste Anoumon)
- Adam Scott (VF : Alexandre Gillet)
- Danny McBride (VF : Pascal Casanova)
- J. J. Abrams (VF : Jean-Alain Velardo)
- Lizzy Caplan (VF : Céline Ronté)
- Zach Braff (non crédité)
- Bryan Cranston (VF : Jean-Louis Faure) (non crédité)
- Dylan Minnette (non crédité)

Version française réalisée par la société de doublage Dubbing Brothers, sous la direction artistique de Thierry Wermuth.
 Source et légende : version française (VF) sur RS Doublage

## Accueil

### Festivals et sorties
The Disaster Artist est présenté au Festival international du film de Saint-Sébastien 2017 où il remporte la Coquille d'or.

### Accueil critique
En France le site Allociné propose une moyenne de 3,7/5 à partir de l'interprétation de 26 critiques de presse.

### Box-office
- France : 61 814 entrées[6]

## Distinctions

### Récompenses
- Festival international du film de Saint-Sébastien 2017 : Coquille d'or
- Golden Globes 2018 : meilleur acteur dans un film musical ou une comédie pour James Franco
- Critics' Choice Movie Awards 2018 : meilleur acteur dans une comédie pour James Franco
- Satellite Awards 2018 : meilleur scénario adapté

### Nominations
- Golden Globes 2018 : meilleur film musical ou de comédie
- Critics' Choice Movie Awards 2018 : meilleur acteur pour James Franco, meilleur scénario adapté et meilleure comédie
- Satellite Awards 2018 : meilleur acteur pour James Franco
- Screen Actors Guild Awards 2018 : meilleur acteur pour James Franco
- Oscars 2018 : meilleur scénario adapté